# L'vovskij
L'vovskij (in russo Львовский?) è una cittadina della Russia europea centrale, situata nell'oblast' di Mosca. Apparteneva amministrativamente al Podol'skij rajon.
Sorge nella parte centromeridionale dell'oblast', 56 chilometri a sud di Mosca.